# Piano électrique Wurlitzer
Pour les articles homonymes, voir Wurlitzer (homonymie).
Pour un article plus général, voir Piano électrique.
 (novembre 2011).
Si vous disposez d'ouvrages ou d'articles de référence ou si vous connaissez des sites web de qualité traitant du thème abordé ici, merci de compléter l'article en donnant les références utiles à sa vérifiabilité et en les liant à la section « Notes et références ».
Le piano électrique Wurlitzer est un instrument de musique de 64 touches dont les sons sont produits par des marteaux venant percuter des petites lames de métal. On retrouve sa sonorité unique dans de nombreux morceaux depuis les années 1970. Moins employé dans la musique populaire que le piano électrique Rhodes, il est beaucoup utilisé dans les écoles de musique, et est un élément caractéristique du son du groupe Supertramp. Ray Charles, Steely Dan, Daft Punk, les Doors, Sun Ra et Neil Young  en ont également fait usage. Bien qu'apparenté au Rhodes, il a un son qui lui est propre, qui s'apparente parfois à celui d'une guitare électrique avec une énergie agressive dans les basses. Doté de 64 touches, sa tessiture correspond à celle du piano (à 88 touches) moins deux octaves, la plus aiguë et la plus grave.

## Historique

### Origine
Né en 1890 aux États-Unis, Ben F. Meissner développa de nouveaux concepts d'application électrique pour produire de la musique dans le milieu des années 1930. Il breveta ses idées en 1932 et accorda des droits de reproductions de plusieurs de ses idées révolutionnaires. Parmi ces idées, il y avait des composants pour télévision, un conduit d'électrons et, le principe du Wurlitzer : un piano électrique.
L'approche de Meissner a été de placer un micro électromagnétique sur chacune des cordes d'un piano acoustique ordinaire. Il plaça ensuite des tiges de métal dans lesquels il soufflait de l'air afin de produire un son plus puissant. Son concept intéressa plusieurs manufacturiers de piano à travers le pays. Il vendit alors son concept à la compagnie Everett Piano qui devait produire ses idées originales. Mais plutôt que de développer un piano électrique, ils inventèrent un orgue électrique. Réalisant l'intérêt des idées de Meissner, Wurlitzer décida d'aller de l'avant et aboutit à la production d'un piano électrique semblable au Rhodes. Le hit Mercy, Mercy, Mercy! de Joe Zawinul fut joué sur un Wurlitzer.
Bien que semblable, en construction et design, à un Rhodes, le Wurlitzer avait certaines différences, surtout si on parle des derniers modèles. Il était plus léger et donc plus facile à transporter. De plus, Il comprenait un haut-parleur intégré ainsi qu'un trémolo, ce que n'avaient pas les premiers modèles 'Stage' du Rhodes.

### Mise sur le marché
Le premier Wurlitzer est sorti au début des années 1950 et Wurlitzer fut le premier fabricant à commercialiser ce type de piano électrique. En 1956, un premier album utilisant le Wurlitzer est créé par les Sun Ra and Demons at Play. En 1959, un succès de Ray Charles avec la chanson What'd I Say aida considérablement le lancement du piano Wurlitzer. Son succès augmenta rapidement pour atteindre son apogée dans les années 1960 et 70.
Le modèle 110 avait 64 touches. La série 100 a été rendue célèbre par les artistes de l'époque et les chansons qu'ils faisaient entendre. Bien que ces premiers modèles (de la série 100) possédaient un bon toucher et une bonne sensibilité, ils étaient plutôt difficiles à accorder. On corrigea ce problème avec la série 200 : les anches ne se désaccordaient pas et on l'utilisait grandement dans les écoles de musique.
Il est difficile de trouver aujourd'hui un de ces pianos en bon état, ils ne sont malheureusement plus autant utilisés qu'autrefois, mais il est possible de retrouver le son du Wurlitzer 200A sur les pianos numériques, notamment sur les claviers Korg, Clavia ou Yamaha, mais aussi sur les logiciels de chez Apple, GarageBand et Logic Pro. Sur le marché de l'occasion, il est encore possible d'en trouver.

### Les modèles

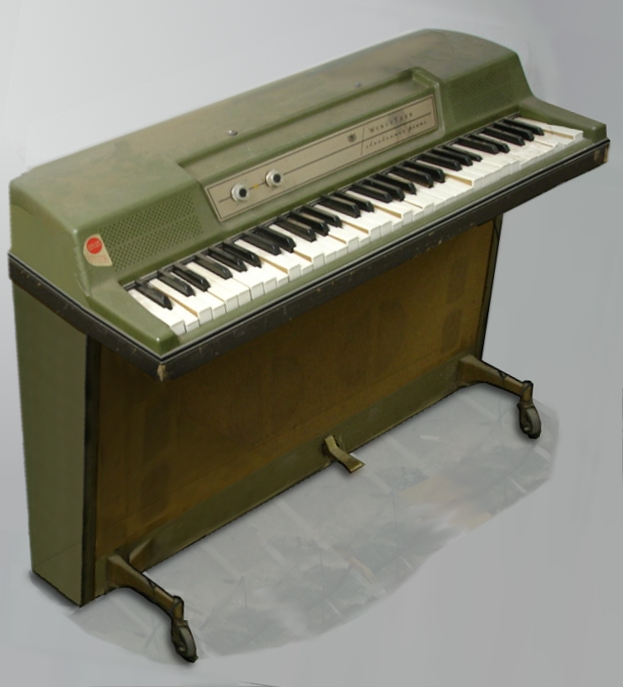
Modèle 206-A.

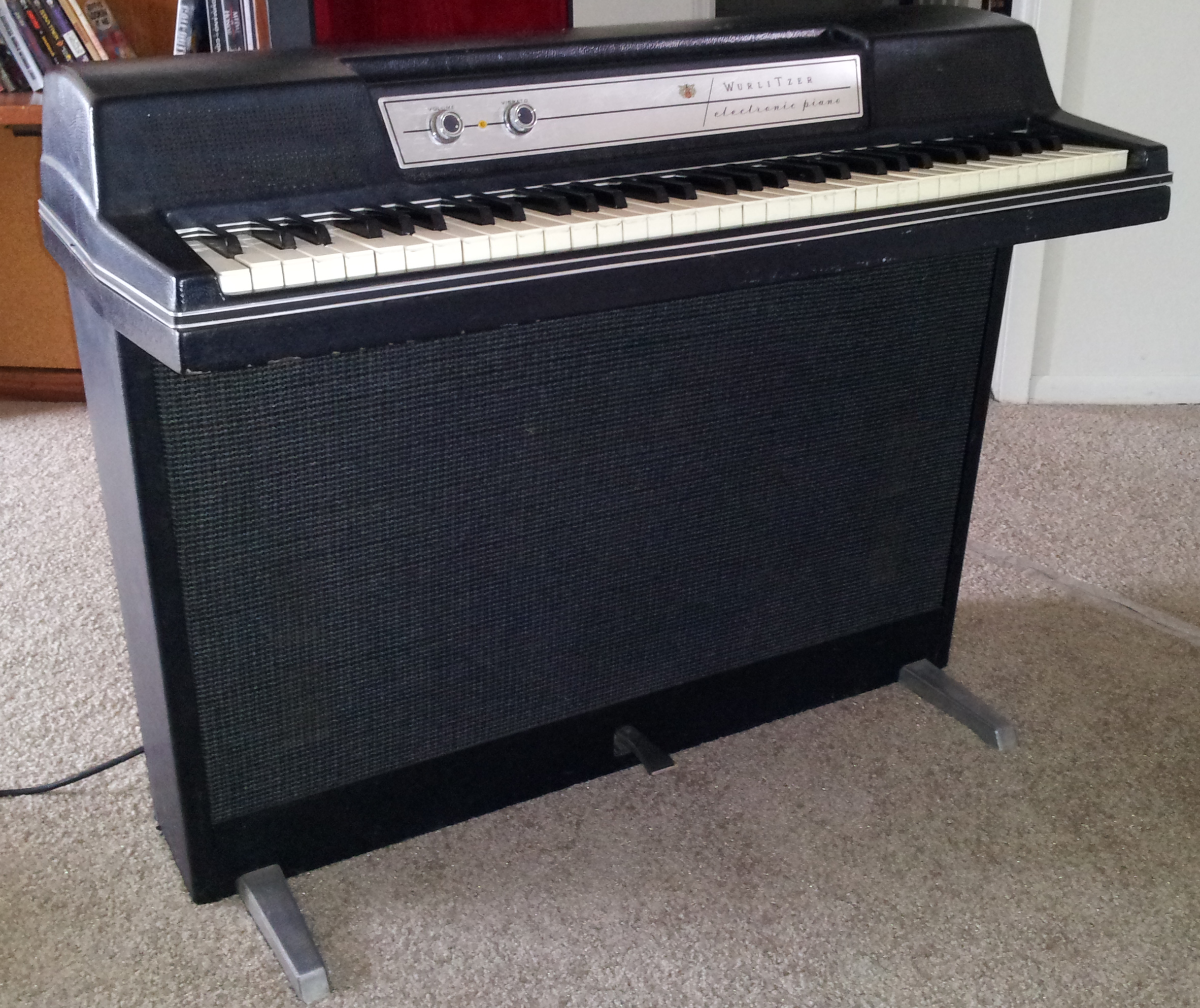
Modèle 210.

- 106
- 112
- 120
- 140
- 140-B
- 145-B
- 200
- 200-A
- 203W
- 206-A
- 210
- 213
- 214
- 270
- 300
- 700
- 720

## Accordage et entretien

### Accorder ou remplacer une anche sur un Wurlitzer
Le Wurlitzer est un instrument difficile à accorder. Les marteaux frappent sur des anches (petites lamelles métalliques) qui ont un gabarit précis. Un petit monticule d'étain en forme de pyramide se trouve au bout de ces anches. Lorsqu'une note du clavier se désaccorde, il est parfois nécessaire de rajouter ou d'enlever de l'étain sur l'anche.
On peut cependant gagner près d'un quart de ton en jouant sur la position de l'anche et surtout sur son serrage sans utiliser un fer à souder. Plus on serre l'anche plus la hauteur de la note augmente. Il ne faut pas serrer trop fort car les écrous sont fragiles (une clé de 8 convient même si la norme américaine ne correspond pas tout à fait).
Il arrive parfois que ces anches, assez fragiles, cassent. Comme ces claviers sont anciens, les anches sont onéreuses et très difficiles à trouver.
Pour remplacer une anche (technique utilisée par le groupe Supertramp) :
- 1- Récupérez des lames de scie à métaux cassées (ou non) en acier trempé. La lame de scie est à peine plus fine que les anches mais est plus solide. L'idéal est d'élargir un peu le trou mais attention la lame casse facilement,
- 2- Posez sur la lame une anche du gabarit voulu, en alignant les trous (plus petits sur la scie),
- 3- Maintenez fortement l'anche bien aligné et tracez son contour avec un objet bien pointu (cutter par exemple),
- 4- Repassez le contour avec du blanco en stylo. Plaquez bien l'anche sur la lame de scie à métaux, sinon le blanco passe dessous,
- 5- Laissez sécher et enlevez l'anche,
- 6- Avec un touret, réduisez la lame de scie pour obtenir la forme d'anche (faire des bords bien droits : travail délicat et précis),
- 7- Poncez-le pour enlever la peinture et le rendre rugueux, mais bien à plat et sans trop adoucir les bords,
- 8- Souder à l’étain en prenant bien soin de faire une forme type pyramide. Une température du fer à souder autour de 200 est souhaitable au-dessus il devient très compliqué de travailler correctement (l'étain coule et s'étale mal, ce qui rend compliqué l'opération)
- 9- Égalisez la nouvelle anche avec une lime pour que la soudure ne déborde pas. Une lime à ongle métallique convient tout à fait. Réalisez ce travail doucement en tenant fermement l'anche au niveau de la soudure. Ceci vous évitera toute déconvenue (l'anche est fragile et peut se casser facilement).
- 10- Positionnez l'anche sur le banc d'accordage,
- 11- Faites-la sonner pour vérifier la justesse quand l'étain est dur,
- 12- Rajouter de l'étain pour diminuer la hauteur de la note ou enlever de l'étain pour augmenter la hauteur de la note.

## Détournements d'utilisation
Il arrive souvent que le Wurlitzer, contrairement au Rhodes, soit utilisé avec des effets lui conférant ainsi une sonorité le rendant méconnaissable: un Wurlitzer combiné avec un écho est ainsi couramment utilisé afin d'obtenir un effet musical habituellement réservé aux guitares : le morceau I Don't Believe in You de Talk Talk est un exemple parmi beaucoup d'autres. On peut comparer le son obtenu par Talk Talk à la guitare de David Gilmour sur le morceau des Pink Floyd Another Brick in the Wall (Part. 1), mais l'effet du Wurlitzer est beaucoup plus spectaculaire.
De plus, le Wurlitzer couplé au non moins célèbre Mu-Tron bi-phase (un phaser double), lorsque joué avec la pédale de sustenuto enfoncée crée une ambiance sonore particulière : une sonorité de cordes de type "string ensemble", mais dynamique. Les sonorités ainsi obtenues diffèrent beaucoup de celles pour lesquelles le piano a été conçu à l'origine.

## Discographie indicative
Il est impossible de citer tous les enregistrements utilisant un piano électrique Wurlitzer. Néanmoins, certains des plus connus sont :
- Ray Charles : What'd I Say
- Galactic :
  - Funky Bird
  - Stax Jam
- Garth Brooks : Rodeo
- Jewel : Down so long
- Medeski, Martin and Wood :
  - Dracula
  - Just like I pictured it
  - Paper Bass
  - Start-stop
- Neil Young :
  - See The Sky About To Rain
- Queen :
  - You're My Best Friend
- Pink Floyd :
  - Have a Cigar
  - Money
  - Time
- Puggy
  - When You Know
- R.E.M.
  - Everybody Hurts
- Supertramp :
  - Bloody well Right
  - Dreamer
  - Goodbye Stranger
  - School
  - The Logical Song
  - Oh Darling
  - Just Another Nervous Wreck
  - Casual Conversation
  - Poor Boy
  - Put On Your Old Brown Shoes
  - Forever
  - Get Your Act Together
  - Live To Love You
  - Child Of Vision
  - Lady
  - Slow Motion
- Stevie Wonder
  - Sir Duke
- Three Dog night :
  - Joy to the world
  - Momma told me not to come
- William Sheller :
  - Camping
- Daft Punk : Digital Love
- Talk Talk : I don't believe you
- Loreen : Everytime

## Anecdotes
- Un Wurlitzer de type 200-A apparaît brièvement dans le film Into The Wild de Sean Penn. Christpher McCandless alias Alexander "Alex" Supertramp joue effectivement d'un Wurlitzer gris lors d'un concert avec Tracy.

- Dans le film Ray (biographie de Ray Charles), il y a un court passage où Ray joue de son nouveau piano électrique et l'on aperçoit un des premiers modèles de Wurlitzer (série 100).